# Patmos
Patmos (grčki: Πάτμος, talijanskom: Patmo) je mali grčki otok u istočnoj Egeji. Patmos je jedan od najsjevernijih otoka skupine
Dodekanez s 2 984 stanovnika, i površinom od 34.05 km². Općina Patmos uključuju i manje obližnje otoke; Arkoi (54 stanovnika), Marathi ( 6 stanovnika)  i nekoliko nenastanjenih otoka, cijela općina ima 3 044 (po popisu iz 2001. god.) a ukupna površina općine je 45 039 km².
Na otoku je najveće naselje Patmos (zvan i Chora - glavni grad), veće naselje je i Skala, pomorska luka. Ostala otočka naselja su Grikou i Kampos. 
Godine 1999. povijesno središte otoka Chora, zajedno s Manastirom Svetog Ivana Teologa i Špiljom Otkrivenja, uvršteni su na listu Svjetske baštine Unesca. Manastir je osnovao Sv. Kristodulos. Patmos je bio i dom poznate vjerske škole.
Patmos se spominje u posljednjoj knjizi Novog zavjeta Otkrivenje. Na samom početku saznajemo da je autor Otkrivenja Ivan, i da se nalazi na Patmosu gdje mu se ukazao Isus, i gdje je on zapisao ukazanje Isusovo. 
Ranokršćanska tradicija držala je da je autor Otkrivenja isti kao Ivan Apostol. Kao takav Patmos je bio odredište ranokršćanskih isposnika. 
Današnji posjetitelji mogu vidjeti spilju za koju se govori da je u njoj Ivan primio Otkrivenje.

## Povijest
Najstariji ostatci ljudske prisutnosti sežu u sredinu Brončanog doba (oko 2000 god. pr. Kr.). Ostatci keramike na lokalitetu Kastelli, su najznačajnije arheološko nalzište za sada. 
Oko 1000 god. pr. Kr. znamo da se stanovnici Patmosa osjećaju kao Dorani porijeklom iz peloponeških gradova Arg, Sparta i Epidaur.
Tijekom 3 stoljeća pr. Kr., za vrijeme Helenizam, antičko naselje Patmos dobilo je formu akropola s boljom odbranom, zbog jačih zidova i tornjeva.
Nakon smrti Ivan iz Patmosa, najvjerojatnije oko 100. god. n.e., podignut je značajan broj ranokršćanskih bazilika na Patmosu. Jedna od njih bila je i Velika kraljevska bazilika, u čast Sv. Ivana, podignuta oko 300-350 god. na mjestu gdje se danas nalazi Manastir Svetog Ivana Teologa. 
Rano kršćanstvo na Patmosu jedva je preživjelo arapske provale tijekom VI - XIX st. U 
to vrijeme, porušena je Velika Bazilika. U XI st.Bizantski Car Aleksije I. Komnen dao je velečasnom ocu Kristodolosu potpunu vlast nad otokom Patmos, kao i dozvolu da gradi manastire. Početak izgradnje manastira bio je 1101.god.
Stanovništvo otoka se povećalo nakon pada Konstatinopolisa 1453. god., kao i nakon dolaska brojnih izbjeglica s otoka Krete nakon pada grada Chandakasa 1669. god. 
Otokom Patmos upravljali su Turci mnoge godine, ali otočani su zadržali izvjesnu slobodu i povlastice, poput poreznog oslobođenja kojeg je imao manastir.
Godine 1912., kao posljedica Talijansko-turskog rata za Libiju, Talijani su zauzeli cijelo otočje Dodekanez uključivo i otok Patmos. Talijani su držali otok do 1943., kad je nakon njihove kapitulacije vlast nad otokom preuzela Njemačka.
Nakon 1945. god. nakon Nijemaca, otokom vladaju Britanci do 1948. kada je otok uz cijelo otočje Dodekanez pripojen Grčkoj.

## Vanjske poveznice
|  | Zajednički poslužitelj ima još gradiva o temi Patmos |

- Službene stranice  Arhivirana inačica izvorne stranice od 11. siječnja 2006. (Wayback Machine) (engl.) (grč.)